# Кутянова, Людмила Дмитриевна
Людмила Дмитриевна Кутянова (известна также под фамилией Айтуганова; 1953—2008) — удмуртская поэтесса, литературовед. Первый лауреат национальной премии имени Ашальчи Оки (1994). Член Союза писателей России (1989), заслуженный работник культуры Удмуртской Республики (1991).

## Биография
В культуре Удмуртии Людмила Дмитриевна известна под двумя фамилиями: как Кутянова она вошла в удмуртскую поэзию, а как Айтуганова  — в литературоведение. Она считается продолжателем традиций первой удмуртской поэтессы Ашальчи Оки и в 1994 году стала первым лауреатом национальной премии, названной её именем.
Людмила Дмитриевна в 1976 году окончила филологический факультет Удмуртского государственного университета, после чего несколько лет проработала учителем в средних школах села Новый Мултан и деревни Петропавлово Увинского района. С 1979 по 1995 годы работала в Удмуртском институте истории, языка и литературы УрО РАН сначала лаборантом, затем научным сотрудником отдела литературы и фольклора. С 1996 года занимала пост заведующей отделением поэзии и критики литературно-художественного журнала «Кенеш».

## Творчество
Заниматься творчеством Людмила Дмитриевна начала ещё в годы студенчества. В 1973 году в журнале «Молот» было опубликовано первое стихотворение. В 1980 году в свет вышел первый сборник поэтессы «Чагыресь пилемъёс» (в переводе с удм. — «Голубые облака»). Большое место в нём занимает тема любви и непростых взаимоотношений между мужчиной и женщиной. Тему любви поэтесса продолжает в сборниках «Ваче син» (с удм. — «С глазу на глаз») и «Со аръёс» (с удм. — «Те годы»), вышедшем в 1986 и 1991 годах соответственно, однако в них упор, скорее, делается на характере лирической героини, раскрытии её внутреннего мира и преодолении жизненных трудностей.
Некоторые из стихов Кутяновой положены на музыку.
Ряд произведений Людмилы Дмитриевны, переведённых на русский язык, опубликованы в альманахах «Поэзия» (1977) и «Истоки» (1977), в коллективных сборниках «Горизонт» (Ижевск, 1980) и «Горизонт-82» (Ижевск, 1982), «Между Волгой и Уралом» (Уфа, 1982), «Голубые дали» (Саранск, 1990), а также в переводах на венгерский язык в антологии «Иду к живому брату» (венг. Megyek elo testveremhez; Будапешт, 1993) и финский язык — в антологии «Эхо великих гуслей» (фин. Suuren Guslin Kaiku; Хельсинки, 1995).
Основной тематикой поэзии Кутяновой являются взаимоотношения людей, внутренний мир и судьба женщины.

## Научная деятельность
Работая в Удмуртском институте истории, языка и литературы, Людмила Дмитриевна исследовала национальную специфику и тенденции формообразовательного процесса удмуртского стиха, взаимодействие удмуртской народной и русской литературной систем стихосложения.
Является автором более 20 научных работ, среди которых монографии «Удмуртское стихосложение: вопросы формирования и развития» (1992), «Сюлэмысен кутске кырӟан. Н. Байтеряковлэн килбуръёсыз» (в переводе с удм. — «Песня рождается в сердце. О поэзии Н. Байтерякова», 1998). Составила двуязычный (удмуртско-русский) сборник всех опубликованных поэтических произведений Николая Байтерякова «Жин азвесь крезьгурен = Серебряная мелодия» (2003). В периодической печати выступала с анализом современного состояния удмуртской литературы.